# Colorado State Register of Historic Properties

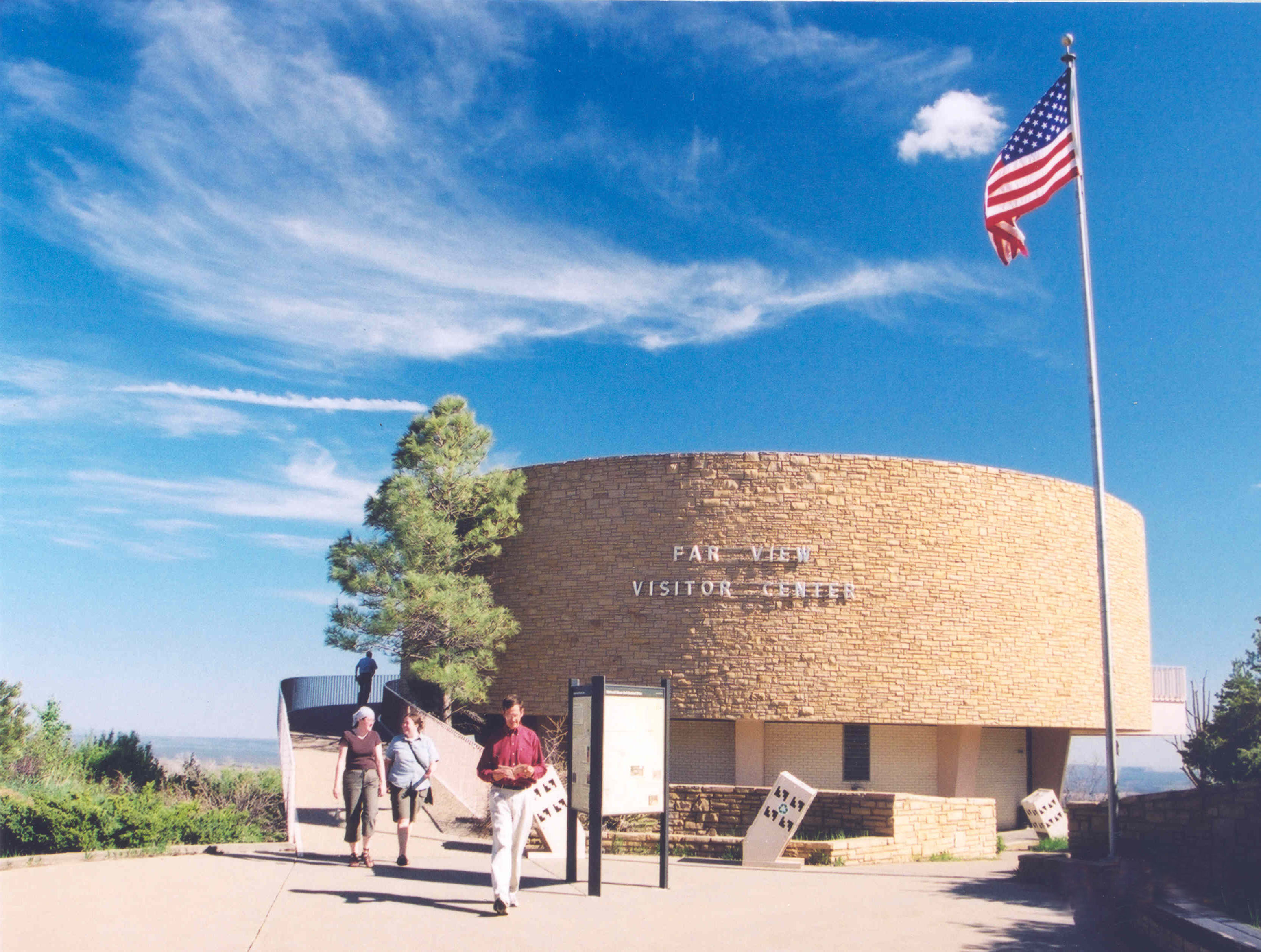
Le Far View Visitor Center, un office de tourisme inscrit au Colorado State Register of Historic Properties.

Le Colorado State Register of Historic Properties est le registre des monuments officiellement reconnus par le Colorado, aux États-Unis. Tous les sites de l'État inscrits au Registre national des lieux historiques sont automatiquement ajoutés à ce registre.